# لوحات تسجيل المركبات في المغرب

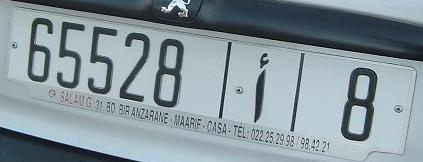
لوحة ترقيم سيارة عادية

لوحات تسجيل المركبات في المغرب هي لوحات تتكون من 5 أرقام في اليسار من 1 إلى 99999 وحرف باللغة العربية بين خطين في الوسط للتمييز بين السلسلة، ورقم في اليمين يشير إلى العمالة أو الإقليم الذي تم تسجيل المركبة فيه، وهو من 1 إلى 88. ويتم كتابة الأرقام في لوحات تسجيل المركبات باللون الأسود على خلفية بيضاء. وقد تم إعتماد هذا التسجيل الجديد منذ سنة 2000.

## تسجيل المركبات حسب العمالات والأقاليم
| 1  | الرباط                        | 31 | قلعة السراغنة   | 61 | بني ملال                 |
| 2  | سلا                           | 32 | الصويرة         | 62 | أزيلال                   |
| 3  | سلا الجديدة                   | 33 | أكادير إداوتنان | 63 | السمارة                  |
| 4  | الصخيرات تمارة                | 34 | إنزكان أيت ملول | 64 | كلميم                    |
| 5  | الخميسات                      | 35 | اشتوكة أيت باها | 65 | طانطان                   |
| 6  | الدار البيضاء - أنفا          | 36 | تارودانت        | 66 | طاطا                     |
| 7  | الدار البيضاء - عين السبع     | 37 | تيزنيت          | 67 | آسا الزاك                |
| 8  | الدار البيضاء - الحي الحسني   | 38 | ورزازات         | 68 | العيون                   |
| 9  | الدار البيضاء - ابن مسيك      | 39 | زاكورة          | 69 | بوجدور                   |
| 10 | الدار البيضاء - مولاي رشيد    | 40 | طنجة أصيلة      | 70 | وادي الذهب               |
| 11 | الدار البيضاء - الفداء        | 41 | الفحص أنجرة     | 71 | أوسرد                    |
| 12 | الدار البيضاء - المشور        | 42 | العرائش         | 72 | الدار البيضاء - عين الشق |
| 13 | الدار البيضاء - سيدي البرنوصي | 43 | شفشاون          | 73 | النواصر                  |
| 14 | المحمدية                      | 44 | تطوان           | 74 | مديونة                   |
| 15 | فاس - الجديد                  | 45 | الحسيمة         | 75 | المضيق الفنيدق           |
| 16 | فاس - المدينة                 | 46 | تازة            | 76 | الدريوش                  |
| 17 | فاس - الزواغة                 | 47 | تاونات          | 77 | جرسيف                    |
| 18 | صفرو                          | 48 | وجدة أنكاد      | 78 | وزان                     |
| 19 | بولمان                        | 49 | بركان           | 79 | سيدي سليمان              |
| 20 | مكناس - المنزه                | 50 | الناظور         | 80 | ميدلت                    |
| 21 | مكناس - الاسماعيلية           | 51 | تاوريرت         | 81 | برشيد                    |
| 22 | الحاجب                        | 52 | جرادة           | 82 | سيدي بنور                |
| 23 | إفران                         | 53 | فجيج            | 83 | الرحامنة                 |
| 24 | خنيفرة                        | 54 | آسفي            | 84 | الفقيه بن صالح           |
| 25 | الرشيدية                      | 55 | الجديدة         | 85 | اليوسفية                 |
| 26 | مراكش - المنارة               | 56 | سطات            | 86 | تنغير                    |
| 27 | مراكش - المدينة               | 57 | خريبكة          | 87 | سيدي إفني                |
| 28 | مراكش - سيدي يوسف بن علي      | 58 | بنسليمان        | 88 | طرفاية                   |
| 29 | الحوز                         | 59 | القنيطرة        |    |                          |
| 30 | شيشاوة                        | 60 | سيدي قاسم       |    |                          |

## السيارات الجديدة
- تحمل السيارات التي تم إقتنائها كسيارات جديدة في المغرب، لوحة تسجيل مؤقتة، وتتضمن 6 أرقام في جهة اليسار، وكلمة "WW" في جهة اليمين باللون الأسود على خلفية بيضاء.[2]

## الأمن والجيش والقوات المساعدة والوقاية المدنية
- المركبات التابعة للأمن الوطني تحمل لوحة تسجيل مكونة من أرقام في اليسار مكتوبة باللون الأبيض فوق خلفية سوداء، ومن حرف «ش» في اليمين مكتوب باللون الأحمر فوق خلفية بيضاء.

- المركبات التابعة للدرك الملكي تحمل لوحة تسجيل مكونة من أرقام في الوسط مكتوبة باللون الرمادي فوق خلفية سوداء، ومن كلمة «الدرك» باللون الأحمر فوق خلفية رمادية في جهة اليمين، ومن شعار الدرك الملكي في جهة اليسار.

- المركبات التابعة للجيش تحمل لوحة تسجيل مكونة من كلمة «ق م م» وأرقام باللون الأبيض في الوسط فوق خلفية باللون الأخضر، ومن علم المغرب في جهة اليمين، ومن شعار القوات المسلحة الملكية المغربية في جهة اليسار.

- المركبات التابعة للقوات المساعدة تحمل لوحة تسجيل مكونة من كلمة «ق س» في اليمين مكتوب باللون الأحمر فوق خلفية بيضاء.

- المركبات التابعة للوقاية المدنية تحمل لوحة تسجيل مكونة من كلمة «و م» في اليمين مكتوب باللون الأحمر فوق خلفية بيضاء.

## سيارات الدولة
- تحمل سيارات الدولة في المغرب لوحات تسجيل مكونة من أرقام في اليسار مكتوبة باللون الأبيض فوق خلفية سوداء، ومن كلمة «المغرب» في اليمين مكتوبة باللون الأحمر فوق خلفية بيضاء.
- تحمل سيارات الدولة التابعة للجماعات الترابية لوحات تسجيل مكونة من أرقام مكتوبة باللون الأبيض فوق خلفية سوداء، ومن حرف «ج» أو "J".

## سيارات كبار المسؤولين
- تحمل سيارات الدولة التي يستخدمها الوزراء رقم "99" في اليمين، وأرقام تسجيل السيارة في اليسار باللون الأسود على خلفية بيضاء.
- تحمل سيارات الدولة التابعة للبرلمان رقم "98" في اليمين، و أرقام تسجيل السيارة في اليسار باللون الأسود على خلفية بيضاء.
- تحمل سيارات الدولة التي يستخدمها ولاة الجهة رقم "96" في اليمين، وأرقم تسجيل السيارة في اليسار باللون الأسود على خلفية بيضاء.
- تحمل سيارات الدولة التي يستخدمها عمال الأقاليم لوحة تسجيل تحمل الحرف الأبجدي "W" وأرقام باللون الأبيض فوق خلفية سوداء، أو لوحة تسجيل بكلمة المغرب باللون الأحمر، أو لوحة تسجيل مدنية بالرقم 1. وغالبية سيارات العمال هي من طراز جيب غراند شيروكي. ومؤخراً في السنوات الأخيرة أصبحو الكثير من عمال الأقاليم يستخدمون سيارات تحمل الرقم 96 تماماً من الولاة.

## السيارات الدبلوماسية
- تحمل سيارات الهيئات الدبلوماسية لوحة تسجيل باللون الأزرق الفاتح ومكتوب عليها أرقام باللون الأسود في الوسط، وعبارة «هـ - د المغرب» في جهة اليمين، وعبارة "C D MAROC" في جهة اليسار.
- تحمل سيارات المنظمات الدولية (هيأة الأمم المتحدة مثلاً) لوحة تسجيل باللون الأزرق الفاتح مكتوب عليها باللون الأسود في الوسط، و عبارة «م - د المغرب» في جهة اليمين، و عبارو "O I MAROC" في جهة اليسار.